# Cal Lluc
Cal Lluc, tradicionalment Cal Lluch, és una de les moltes masies del municipi de Saldes. És un construcció del s. XVIII, senzilla i condicionada per l'habitatge. Masia de planta irregular degut a les seves ampliacions. L'estructura consta, bàsicament, d'un cos central amb la façana orientada a ponent, que es presenta amb balconada de fusta. Com a masia de muntanya, la pedra i la fusta és l'element bàsic per a les llindes de portes i finestres, per als balcons i els sostres de l'interior. La masia consta d'un porxo annex.Segons la documentació que es troba a l'arxiu del Bisbat de Solsona hi ha constància que la masia ha estat habitada ininterrompudament des del segle xviii fins a l'actualitat per la mateixa família.